# Domingo Farell
Domingo Farell Valls (1898-Barcelona, 1930) fue un periodista catalán. 

## Biografía
Militante jaimista, fue redactor del semanario tradicionalista La Trinchera y del diario El Correo Catalán, órgano del jaimismo en Cataluña.
En 1919 fue uno de los fundadores de los Sindicatos Libres con otros jaimistas y colaboradores de La Trinchera como José Baró, José Bru, Estanislao Rico y otros.
Durante la dictadura de Primo de Rivera, sucedió a Estanislao Rico como director de La Protesta, continuador de La Trinchera.
Junto con Antonio Oliveras, formaba parte del sector dirigente de los Sindicatos Libres de tendencia catalanista opuesto a la dictadura y distanciado del grupo predominante de Ramón Sales y José Bru, que colaboraron con el régimen.

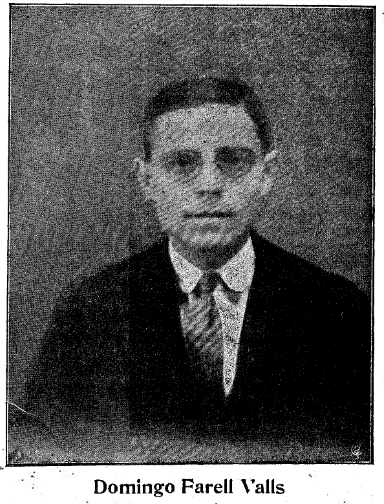
Domingo Farell Valls retratado en La Fita con motivo de su fallecimiento (enero de 1931).

En 1926 La Protesta fue cerrada por el gobierno a causa de una conspiración contra el régimen de un grupo de jaimistas vinculados al semanario. Por un artículo publicado en 1927 en El Correo Catalán contra la dictadura, Farell fue detenido y desterrado a Gerri de la Sal, lo cual menguó mucho su salud.
Publicó en 1929 un Idearium tradicionalista en la imprenta del periódico El Tradicionalista de Valencia con el seudónimo de Heráclito. Fue también colaborador del semanario jaimista madrileño El Cruzado Español, aparecido aquel mismo año.
Tras la caída de Primo de Rivera, en 1930 hizo reaparecer el semanario La Trinchera, esta vez enfrentado a los Sindicatos Libres, y defendió la autonomía para Cataluña. Participó activamente en los mítines carlistas, y en octubre pronunció un apasionado discurso en San Feliú de Llobregat con motivo de la inauguración del Casal Tradicionalista del Bajo Llobregat. Murió en diciembre del mismo año.

## Obras
- Programa político. "Idearium" tradicionalista (Valencia, 1929)